# Тайлан Антальяли
Тайлан Антальяли (тур. Taylan Antalyalı; нар. 8 січня 1995) — турецький футболіст, півзахисник «Галатасарая» і національної збірної Туреччини. На умовах оренди грає за «Самсунспор».

## Клубна кар'єра
Народився 8 січня 1995 року. Вихованець юнацьких команд футбольних клубів «Мугласпор» та «Буджаспор».
У дорослому футболі дебютував 2012 року виступами головну команду останнього клубу у Першій лізі, де провів три сезони, поступово ставши гравцем основного складу.
Своєю грою за цю команду привернув увагу представників тренерського штабу вищолігового «Генчлербірлігі». У новій команді мав проблеми із потраплянням до основного складу і протягом 2016—2017 років на умовах оренди грав за друголіговий «Кайсері Ерджієсспор» та «Хасеттепе» з третього турецького дивізіону.
2017 року уклав трирічну угоду з клубом «ББ Ерзурумспор», де створювалася амбіційна команда, якій вдалося за результатами сезону 2017-18 пробитися до Суперліги.
Щоправда за результатами сезону 2018/19 ерзурумська команда втратила місце в елітному дивізіоні, проте Тайлан встиг «засвітитися» на його рівні і уклав чотирирічний контракт з «Галатасараєм».

## Виступи за збірні
2009 року дебютував у складі юнацької збірної Туреччини (U-15), загалом на юнацькому рівні взяв участь у 44 іграх, відзначившись 11 забитими голами.
24 березня 2021 року дебютував в офіційних матчах у складі національної збірної Туреччини грою відбору на чемпіонат світу 2022 проти Нідерландів.

## Статистика виступів
Станом на 22 січня 2021

### Статистика клубних виступів
| Клуб                           | Сезон             | Ліга              | Чемпіонат | Чемпіонат | Кубок | Кубок | Єврокубки | Єврокубки | Інші | Інші | Разом | Разом |
| Клуб                           | Сезон             | Ліга              | Ігри      | Голи      | Ігри  | Голи  | Ігри      | Голи      | Ігри | Голи | Ігри  | Голи  |
| ------------------------------ | ----------------- | ----------------- | --------- | --------- | ----- | ----- | --------- | --------- | ---- | ---- | ----- | ----- |
| «Буджаспор»                    | 2011–12           | Перша ліга        | 1         | 0         | —     | —     | —         | —         | —    | —    | 1     | 0     |
| «Буджаспор»                    | 2012–13           | Перша ліга        | 9         | 0         | 1     | 0     | —         | —         | —    | —    | 10    | 0     |
| «Буджаспор»                    | 2013–14           | Перша ліга        | 29        | 1         | 4     | 0     | —         | —         | —    | —    | 33    | 1     |
| «Буджаспор»                    | Разом             | Разом             | 39        | 1         | 5     | 0     | 0         | 0         | 0    | 0    | 44    | 1     |
| «Генчлербірлігі»               | 2014–15           | Суперліга         | 2         | 0         | 6     | 0     | —         | —         | —    | —    | 8     | 0     |
| «Генчлербірлігі»               | 2015–16           | Суперліга         | 0         | 0         | 1     | 0     | —         | —         | —    | —    | 1     | 0     |
| «Генчлербірлігі»               | Разом             | Разом             | 2         | 0         | 7     | 0     | 0         | 0         | 0    | 0    | 9     | 0     |
| «Кайсері Ерджіясспор» (оренда) | 2015–16           | Перша ліга        | 13        | 1         | 0     | 0     | —         | —         | —    | —    | 13    | 1     |
| «Кайсері Ерджіясспор» (оренда) | Разом             | Разом             | 13        | 1         | 0     | 0     | 0         | 0         | 0    | 0    | 13    | 1     |
| «Хасеттепе» (оренда)           | 2016–17           | Друга ліга        | 27        | 2         | 1     | 0     | —         | —         | —    | —    | 28    | 2     |
| «Хасеттепе» (оренда)           | Разом             | Разом             | 27        | 2         | 1     | 0     | 0         | 0         | 0    | 0    | 28    | 2     |
| ББ Ерзурумспор                 | 2017–18           | Перша ліга        | 30        | 3         | 3     | 0     | —         | —         | —    | —    | 33    | 3     |
| ББ Ерзурумспор                 | 2018–19           | Суперліга         | 31        | 6         | 1     | 0     | —         | —         | —    | —    | 32    | 6     |
| ББ Ерзурумспор                 | 2019–20           | Перша ліга        | 3         | 1         | 0     | 0     | —         | —         | —    | —    | 3     | 1     |
| ББ Ерзурумспор                 | Разом             | Разом             | 64        | 10        | 4     | 0     | 0         | 0         | 0    | 0    | 68    | 10    |
| «Галатасарай»                  | 2019–20           | Суперліга         | 15        | 1         | 5     | 0     | —         | —         | —    | —    | 20    | 1     |
| «Галатасарай»                  | 2020–21           | Суперліга         | 18        | 1         | 1     | 0     | 3         | 0         | —    | —    | 22    | 1     |
| «Галатасарай»                  | Разом             | Разом             | 33        | 2         | 6     | 0     | 3         | 0         | 0    | 0    | 42    | 2     |
| Усього за кар'єру              | Усього за кар'єру | Усього за кар'єру | 178       | 16        | 23    | 0     | 3         | 0         | 0    | 0    | 204   | 16    |

### Статистика виступів за збірну
| Дата      | Місто     | Господарі | Результат | Гості       | Турнір            | Голи | Примітки |
| --------- | --------- | --------- | --------- | ----------- | ----------------- | ---- | -------- |
| 24-3-2021 | Стамбул   | Туреччина | 4 – 2     | Нідерланди  | Відбір до ЧС 2022 | -    | 64'      |
| 27-3-2021 | Малага    | Норвегія  | 0 – 3     | Туреччина   | Відбір до ЧС 2022 | -    | 69'      |
| 30-3-2021 | Стамбул   | Туреччина | 3 – 3     | Латвія      | Відбір до ЧС 2022 | -    | 66'      |
| 27-5-2021 | Аланія    | Туреччина | 2 – 1     | Азербайджан | товариський матч  | -    |          |
| 31-5-2021 | Анталія   | Туреччина | 0 – 0     | Гвінея      | товариський матч  | -    | 86'      |
| 3-6-2021  | Падерборн | Туреччина | 2 – 0     | Молдова     | товариський матч  | -    | 79'      |
| 4-9-2021  | Гібралтар | Гібралтар | 0 – 3     | Туреччина   | Відбір до ЧС 2022 | -    | 46'      |
| 8-10-2021 | Стамбул   | Туреччина | 1 – 1     | Норвегія    | Відбір до ЧС 2022 | -    | 70'      |
| 29-3-2022 | Конья     | Туреччина | 2 – 3     | Італія      | товариський матч  | -    | 77'      |
| Усього    |           | Матчів    | 9         |             | Голів             | 0    |          |